# Drei Tage von Westflandern 2016
Die 70. Drei Tage von Westflandern 2016 ist ein Etappenrennen in Belgien in der Region von Westflandern und fand vom 4. bis zum 6. März 2016 statt. Dieses Rennen war Teil der UCI Europe Tour 2016 und war dort in der UCI-Kategorie 2.1 eingestuft.

## Teilnehmende Mannschaften
| WorldTeams (8)- AG2R La Mondiale - BMC Racing Team - Cannondale - Etixx-Quick Step - FDJ - Katusha - Lotto NL-Jumbo - Lotto-Soudal Professional Continental Teams (8)- Cofidis, Solutions Crédits - Direct Énergie - Fortuneo-Vital Concept - ONE Pro Cycling - Roompot-Oranje Peloton - Team Roth - Topsport Vlaanderen-Baloise - Wanty-Groupe Gobert Continental Teams (6)- Team3M - An Post-ChainReaction - Cibel-Cebon - Crelan-Vastgoedservice - Verandas Willems - Wallonie Bruxelles-Group Protect |
| |

## Etappen
| Etappe    | Datum   | Etappenorte               | type        | Länge (km) | Etappensieger     | Gesamtführender |
| --------- | ------- | ------------------------- | ----------- | ---------- | ----------------- | --------------- |
| Prolog    | 4. Mär. | Middelkerke – Middelkerke | Prolog      | 7          | Tom Bohli         | Tom Bohli       |
| 1. Etappe | 5. Mär. | Brügge – Harelbeke        | Flachetappe | 176,3      | Dylan Groenewegen | Tom Bohli       |
| 2. Etappe | 6. Mär. | Nieuwpoort – Ichtegem     | Flachetappe | 182,7      | Timothy Dupont    | Sean De Bie     |

## Wertungsübersicht
| Etappe         | Etappensieger     | Gesamtwertung | Punktewertung  | Nachwuchswertung | Teamwertung         |
| -------------- | ----------------- | ------------- | -------------- | ---------------- | ------------------- |
| 1              | Tom Bohli         | Tom Bohli     | Tom Bohli      | Tom Bohli        | Team Lotto NL-Jumbo |
| 2              | Dylan Groenewegen | Tom Bohli     | Tom Bohli      | Tom Bohli        | Team Lotto NL-Jumbo |
| 3              | Timothy Dupont    | Sean De Bie   | Timothy Dupont | Sean De Bie      | Lotto Soudal        |
| Wertungssieger | Wertungssieger    | Sean De Bie   | Timothy Dupont | Sean De Bie      | Lotto Soudal        |